# Limaciopsis
Limaciopsis é um género botânico pertencente à família Menispermaceae.

## Espécies
- Limaciopsis loangensis
- Limaciopsis valida

1. ↑  «Limaciopsis — World Flora Online». www.worldfloraonline.org. Consultado em 19 de agosto de 2020